# Dog of Two Head
Dog of Two Head är ett rockalbum av Status Quo utgivet 1971. Med albumet, som var det sista av gruppens album att släpptes på Pye Records, tog gruppen ett tydligt steg mot ett tyngre sound. Detta märks särskilt på den långa låten "Umleitung" som startar albumet.
Dog of Two Head är det första albumet där alla låtar är skrivna av bandmedlemmarna själva. Låten "Gerdundula" är signerad Manston/James vilket är en pseudonym för Francis Rossi och Bob Young, detta uppdagades inte förrän flera år senare. Rossi har sagt att låten handlar om två personer vid namn Gerd och Ulla som han och Young träffade under en vistelse i Tyskland. Den märkliga titeln är enligt Rossi helt enkelt en hopskrivning av Gerd und Ula.
"Mean Girl" och "Gerdundula" släpptes som singlar 1973 två år efter att albumet kommit ut.

## Låtlista
Sida ett
1. "Umleitung" (Lancaster/Lynes) - 7:11
2. "Nanana" (Rossi/Young) - 0:52
3. "Something's Going on in My Head" (Lancaster) - 4:45
4. "Mean Girl" (Rossi/Young) - 3:54
5. "Nanana" (Rossi/Young) - 1:13

Sida två
1. "Gerdundula" (James/Manston) - 3:50
2. "Railroad" (Rossi/Young) - 5:29
3. "Someone's Learning" (Lancaster) - 7:09
4. "Nanana" (Rossi/Young) - 2:30

## Medverkande
- Francis Rossi - gitarr, sång
- Rick Parfitt - gitarr, stämsång
- Alan Lancaster - bas, stämsång
- John Coghlan - trummor
- Bruce Foster - piano, keyboard
- Bob Young - munspel